# Богдан Тањевић
Богдан Тањевић (Пљевља, 13. фебруар 1947) је црногорски кошаркашки тренер.

## Приватно
Тањевић је рођен у Пљевљима али је као четворогодишњак 1951. године прешао у Сарајево након што му је отац који је радио као официр у ЈНА добио премештај. Године 1965. након што је завршио средњу школу преселио се у Београд и уписао Филозофски факултет, групу за светску књижевност.

## Играчка каријера
Кошарком је почео да се бави 1960. у Жељезничару из Сарајева, а у првој екипи наступао је од 1. септембра 1962. За Жељезничар је играо до 1965. када прелази у ОКК Београд, чији дрес је носио до 1971. Наступао је за јуниорску и младу, а потом и сениорску репрезентацију СФРЈ, при чему је уписао десет наступа за А тим. Тањевић је носио дрес државног тима на Балканском шампионату у Софији 1966, као и Купу Босфора који је одржан у Истанбулу.

## Тренерска каријера
Тањевић је од 1971. до 1980. био тренер Босне са којом је освојио титулу и Куп Југославије 1978. пре освајања трофеја Купа шампиона 1979. Босна је уз московски ЦСКА, била једини тим који је освојио Куп шампиона без странаца у саставу, а први југословенски који је освојио најважнији трофеј у европској кошарци. У периоду док је био тренер Босне, 1973. и 1974. водио је и јуниорску репрезентацију Југославије са којом је 1974. освојио титулу шампиона Европе на првенству у Орлеану (Француска).
Од 1980. био је селектор репрезентације Југославије са којом је 1981. освојио сребрну медаљу на Европском првенству у Прагу, бронзу на Универзијади у Букурешту исте године, те злато на Балканском шампионату које је 1982. одржано у Истанбулу.
Наредни клуб који је водио након Босне, била је Јувентус Казерта и то у периоду од 1982. до 1986. Тим је увео у прву италијанску лигу, у којој је у сезонама 1983/84, 1984/85 и 1985/86 освајао осмо, четврто и друго мјесто.
Јувентус Казерта је 1986. променила седиште, а клуб је наставио да постоји под именом Стефанел Трст. У сезони 1993/94. клуб је био четврти у Првој италијанској лиги. Тањевић је од 1994. до 1996. био тренер Олимпије из Милана са којим је освојио титулу и Куп Италије у сезони 1995/96.
Након сезоне 1996/97. проведене у француском Лиможу, Тањевић је 1997. преузео клупу репрезентације Италије, са којом је освојио златну медаљу на Европском првенству 1999. у Француској, пето место на Олимпијским играма 2000. у Сиднеју, те шесто на Светском првенству 1998.
Са екипом Будућности, Тањевић је освојио дуплу круну (првенство и Куп СР Југославије) у сезони 2000/01, а тренерску каријеру наставио је у Асвелу са којим је освојио титулу првака Француске у сезони 2001/02. Тањевић је први део сезоне 2002/03. био тренер Виртуса из Болоње.
У периоду од 2004. до 2013. са изузетком 2011. године, Тањевић је био селектор репрезентације Турске, са којом је највећи успех остварио 2010. када је освојио сребрну медаљу на Мундобаскету који је одржан у Турској. Са Турском је био шести на шампионату у Јапану четири године раније у Јапану, а освојио је златну медаљу на Медитеранским играма у Мерсину (Турска) 2013.
Последњи клуб који је водио у досадашњој тренерској каријери био је Фенербахче, и то у периоду од 2007. до 2010. Са клубом из Истанбула је био шампион Турске у сезонама 2007/08. и 2009/10, освајач Купа Турске у сезони 2009/10, а у сезони 2008/09. играо је у финалу доигравања првенства. Фенербахче предвођен Тањевићем стигао до четвртфинала Евролиге у сезони 2007/08. у којем је елиминисан од италијанске Монтепаски Сијене.
Тањевић је 2015. као привремени селектор предводио репрезентацију Црне Горе на Играма малих земаља Европе на Исланду и освојио златну медаљу на такмичењу на којем наступају државе са мање од милион становника. Крајем октобра 2015. је и званично постављен за селектора Црне Горе.
Уз бројне трофеје које је освојио са клубовима и репрезентацијама које је водио, Тањевић је пет пута стизао до финала Купа Радивоја Кораћа –1977/78. са Босном је поражен од Партизана, 1985/86. као тренер Казерте је поражен од Роме, 1993/94. са Стефанелом Трстом је поражен од ПАОК-а, 1994/95. са Миланом је поражен од Ефес Пилсена, а у сезони 1995/96. од Милана је у финалу боља била берлинска АЛБА.

## Тренерски успеси

### Клупски
- Босна:
  - Евролига (1): 1978/79.
  - Првенство Југославије (2): 1977/78, 1979/80
  - Куп Југославије (1): 1978.
- Олимпија Милано:
  - Првенство Италије (1): 1995/96.
  - Куп Италије (1): 1996.
- Будућност:
  - Првенство СР Југославије (1): 2000/01.
  - Куп СР Југославије (1): 2001.
- Асвел:
  - Првенство Француске (1): 2001/02.
- Фенербахче:
  - Првенство Турске (2): 2007/08, 2009/10.
  - Куп Турске (1): 2010.
  - Суперкуп Турске (1): 2007.

### Репрезентативни
Југославија
- Европско првенство 1981:
- Европско првенство до 18 година 1974:

Италија
- Европско првенство 1999:

Турска
- Светско првенство 2010:
- Медитеранске игре 2013:
- Медитеранске игре 2009: